# Yburg

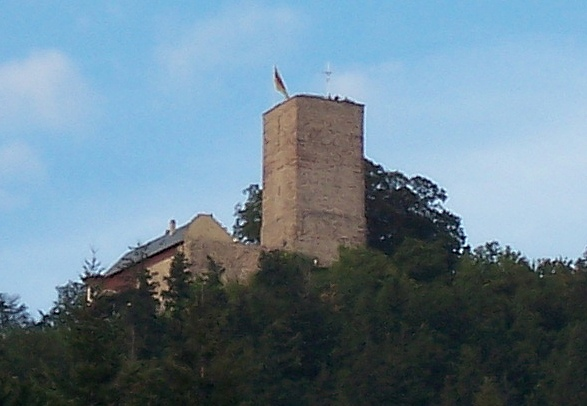
Borgruinen Yburg i Schwarzwald.

Yburg är en ruin av en borg på toppen av berget Yberg på Schwarzwalds västra sluttning nära Baden-Baden i sydvästra Tyskland.

## Historia
År 1190 ärvde Herman V, markgreve i Baden rättigheterna till byarna Steinbach och Sinzheim. Eftersom Yburg skulle ha säkrat markgrevskapet Baden fram till Badens nya sydvästgräns, kan man anta att den byggdes vid denna tidpunkt. Det omgivande landområdet kom alltmer under Badens inflytande från mitten av 1200-talet och framåt. Ebersteins slott byggdes i närheten, Hohenbadens slott byggdes ut och Steinbach befästes och fick status som stad. Fram till 1369 administrerades Yburg av familjen Röder von Rodeck, som tjänstgjorde hos huset Baden som tjänstemän. På 1400-talet, under markgreve Bernhard I, bodde en altmann i Yburg, och det är troligt att han fick borgens östra del som sin bostad.
Yburg förstördes 1525 under tyska bondekriget.  År 1535 delades markgrevskapet i Baden upp på de rivaliserande markgrevarna i Baden-Durlach och Baden-Baden, som sedan splittrades ytterligare med linjen Baden-Rodemacher. När Baden-Baden-linjen dog ut 1588, ärvde Baden-Rodemachers ättling, Edvard Fortunatus av Baden. Enligt legenden utövade han och två alkemister svart magi i borgen. Edvard Fortunatus försökte mörda sin kusin och rival Ernst Friderich, markgreve av Baden-Durlach, som fortsatte att ockupera Baden-Baden. Markgrevarna i Baden-Durlach kom att ha kontroll över markgrevskapet från 1594 till 1622, när Ferdinand II återinförde Edward Fortunatus son William som markgreve av Baden-Baden. Georg Fredrik av Baden-Durlach, byggde om Yburg 1620. Borgen förstördes återigen 1689, av franska trupper som deltog i nioårskriget.
Borgruinerna restaurerades delvis från 1888 till 1913. En restaurang inrättades inom borgen 1892.

## Arkitektur
Yburg består av en försvarsanläggning i väster, byggd omkring 1200 och en annan försvarsanläggning i öster, byggd på 1200-talet eller 1300-talet. En elliptiskt formad kurtin på toppen av Yberg omsluter båda delarna och är en av borgens äldsta funktioner. Muren runt försvarsanläggningen är 20 meter hög och har en ingång som är 9 meter lång. Det fanns bostadshus och ett kärntorn i försvarsanläggningen.
Restaurangen vid foten av försvarsanläggningen byggdes i stil som ett rustikt hus på landet.